# Heinz Kargus
Heinz Kargus (* 22. Januar 1900 in Aschaffenburg; † 10. Januar 1987) war ein deutscher Schauspieler bei Bühne, Film und Fernsehen.

## Leben und Wirken
Kargus erhielt seine Schauspielausbildung in München und gab sein Theaterdebüt in Schwerin. Weitere Bühnenstationen waren unter anderem Rostock, Nürnberg, Karlsruhe und Würzburg. Bei Kriegsende übersiedelte Kargus nach München. Dort wirkte er von 1947 bis 1951 am Volkstheater, anschließend ging er an die dortigen Kammerspiele. Mit Stückverträgen ging Heinz Kargus überdies auf Gastspielreisen. Zu seinen Theaterrollen zählten vorwiegend kleine Rollen in modernen Stücken (alter Mann in Patricks Das Teehaus unter dem Augustmond, Großvater in Brechts Der gute Mensch von Sezuan, zweiter Schauspieler in Pirandellos Sechs Personen suchen einen Autor).
Obwohl er beim Film noch vor Kriegsende 1945 debütierte, trat der Künstler erst kurz nach der Entstehung der Bundesrepublik regelmäßig vor die Kamera. Hier sah man den stets sehr ernst wirkenden Kargus überwiegend in Nebenrollen gesetzter Charaktere: er spielte unter anderem einen Stabsarzt, einen Gefängniswärter, einen Kaplan und einen Rechtsanwalt. Kurz nach der Vollendung des 70. Lebensjahres und einer kleinen Rolle in einer Inszenierung von Kammerspiele-Chef August Everding zog sich Heinz Kargus von der Schauspielerei vor der Kamera zurück, blieb aber den Kammerspielen gastweise auch weiterhin verbunden.

## Filmografie
- 1944/50: Die Schuld der Gabriele Rottweil
- 1950: Falschmünzer am Werk
- 1952: Cuba Cabana
- 1956: Durch die Wälder, durch die Auen
- 1958: Auferstehung
- 1959: Ein Tag, der nie zu Ende geht
- 1960: Mein Schulfreund
- 1960: Eine Frau fürs ganze Leben
- 1961: Zu viele Köche (TV-Krimi-Mehrteiler)
- 1963: Der Nachfolger
- 1963: Den Tod in der Hand
- 1963: Leonce und Lena
- 1964: Karl Sand
- 1965: Die Affäre
- 1965: Der Fall Rouger
- 1966: Der Fall Jeanne d’Arc
- 1966: Magdalena
- 1967: Das Attentat – L.D. Trotzki
- 1968: Im Dickicht der Städte
- 1969: Der Rückfall
- 1971: Der Selbstmörder

## Einzelnachweis
1. ↑  laut Filmportal und Honig/Rodek „100.001“. IMDb nennt den 1. Oktober

| Personendaten    | Personendaten                                        |
| ---------------- | ---------------------------------------------------- |
| NAME             | Kargus, Heinz                                        |
| KURZBESCHREIBUNG | deutscher Schauspieler bei Bühne, Film und Fernsehen |
| GEBURTSDATUM     | 22. Januar 1900                                      |
| GEBURTSORT       | Aschaffenburg                                        |
| STERBEDATUM      | 10. Januar 1987                                      |